# Reprezentacja Francji U-17 w piłce nożnej mężczyzn
Reprezentacja Francji U-17 w piłce nożnej mężczyzn – męska piłkarska reprezentacja Francji do lat 17. Największymi sukcesami reprezentacji jest zdobycie złota na mistrzostwach Europy w 2004, 2015 i 2022 roku oraz na mistrzostwach świata w 2001 roku.

## Mistrzostwa Świata
| Rok   | Runda                   | M                       | W                       | R                       | P                       | GZ                      | GS                      |
| ----- | ----------------------- | ----------------------- | ----------------------- | ----------------------- | ----------------------- | ----------------------- | ----------------------- |
| 1985  | Nie zakwalifikowała się | Nie zakwalifikowała się | Nie zakwalifikowała się | Nie zakwalifikowała się | Nie zakwalifikowała się | Nie zakwalifikowała się | Nie zakwalifikowała się |
| 1987  | Ćwierćfinał             | 4                       | 1                       | 1                       | 2                       | 6                       | 6                       |
| 1989  | Nie zakwalifikowała się | Nie zakwalifikowała się | Nie zakwalifikowała się | Nie zakwalifikowała się | Nie zakwalifikowała się | Nie zakwalifikowała się | Nie zakwalifikowała się |
| 1991  | Nie zakwalifikowała się | Nie zakwalifikowała się | Nie zakwalifikowała się | Nie zakwalifikowała się | Nie zakwalifikowała się | Nie zakwalifikowała się | Nie zakwalifikowała się |
| 1993  | Nie zakwalifikowała się | Nie zakwalifikowała się | Nie zakwalifikowała się | Nie zakwalifikowała się | Nie zakwalifikowała się | Nie zakwalifikowała się | Nie zakwalifikowała się |
| 1995  | Nie zakwalifikowała się | Nie zakwalifikowała się | Nie zakwalifikowała się | Nie zakwalifikowała się | Nie zakwalifikowała się | Nie zakwalifikowała się | Nie zakwalifikowała się |
| 1997  | Nie zakwalifikowała się | Nie zakwalifikowała się | Nie zakwalifikowała się | Nie zakwalifikowała się | Nie zakwalifikowała się | Nie zakwalifikowała się | Nie zakwalifikowała się |
| 1999  | Nie zakwalifikowała się | Nie zakwalifikowała się | Nie zakwalifikowała się | Nie zakwalifikowała się | Nie zakwalifikowała się | Nie zakwalifikowała się | Nie zakwalifikowała się |
| 2001  | I miejsce               | 6                       | 5                       | 0                       | 1                       | 18                      | 7                       |
| 2003  | Nie zakwalifikowała się | Nie zakwalifikowała się | Nie zakwalifikowała się | Nie zakwalifikowała się | Nie zakwalifikowała się | Nie zakwalifikowała się | Nie zakwalifikowała się |
| 2005  | Nie zakwalifikowała się | Nie zakwalifikowała się | Nie zakwalifikowała się | Nie zakwalifikowała się | Nie zakwalifikowała się | Nie zakwalifikowała się | Nie zakwalifikowała się |
| 2007  | Ćwierćfinał             | 5                       | 2                       | 1                       | 2                       | 8                       | 6                       |
| 2009  | Nie zakwalifikowała się | Nie zakwalifikowała się | Nie zakwalifikowała się | Nie zakwalifikowała się | Nie zakwalifikowała się | Nie zakwalifikowała się | Nie zakwalifikowała się |
| 2011  | Ćwierćfinał             | 5                       | 2                       | 2                       | 1                       | 9                       | 6                       |
| 2013  | Nie zakwalifikowała się | Nie zakwalifikowała się | Nie zakwalifikowała się | Nie zakwalifikowała się | Nie zakwalifikowała się | Nie zakwalifikowała się | Nie zakwalifikowała się |
| 2015  | 1/8 finału              | 4                       | 3                       | 0                       | 1                       | 14                      | 4                       |
| 2017  | 1/8 finału              | 4                       | 3                       | 0                       | 1                       | 15                      | 5                       |
| 2019  | III miejsce             | 7                       | 6                       | 0                       | 1                       | 22                      | 6                       |
| 2023  | II miejsce              | 7                       | 6                       | 0                       | 1                       | 12                      | 3                       |
| Razem | 8/19                    | 42                      | 28                      | 4                       | 10                      | 104                     | 43                      |

## Mistrzostwa Europy
| Rok  | Runda                   | M                       | W                       | R                       | P                       | GZ                      | GS                      |
| ---- | ----------------------- | ----------------------- | ----------------------- | ----------------------- | ----------------------- | ----------------------- | ----------------------- |
| 1982 | Nie zakwalifikowała się | Nie zakwalifikowała się | Nie zakwalifikowała się | Nie zakwalifikowała się | Nie zakwalifikowała się | Nie zakwalifikowała się | Nie zakwalifikowała się |
| 1984 | Nie zakwalifikowała się | Nie zakwalifikowała się | Nie zakwalifikowała się | Nie zakwalifikowała się | Nie zakwalifikowała się | Nie zakwalifikowała się | Nie zakwalifikowała się |
| 1985 | Faza Grupowa            | 3                       | 2                       | 0                       | 1                       | 7                       | 2                       |
| 1986 | Faza Grupowa            | 3                       | 1                       | 0                       | 2                       | 3                       | 6                       |
| 1987 | III miejsce             | 5                       | 4                       | 1                       | 0                       | 9                       | 2                       |
| 1988 | Faza Grupowa            | 3                       | 1                       | 1                       | 1                       | 2                       | 2                       |
| 1989 | III miejsce             | 5                       | 3                       | 1                       | 1                       | 10                      | 8                       |
| 1990 | Faza Grupowa            | 3                       | 0                       | 2                       | 1                       | 2                       | 4                       |
| 1991 | IV miejsce              | 5                       | 3                       | 1                       | 1                       | 9                       | 3                       |
| 1992 | Faza Grupowa            | 3                       | 0                       | 1                       | 2                       | 1                       | 3                       |
| 1993 | IV miejsce              | 5                       | 1                       | 2                       | 2                       | 7                       | 7                       |
| 1994 | Nie zakwalifikowała się | Nie zakwalifikowała się | Nie zakwalifikowała się | Nie zakwalifikowała się | Nie zakwalifikowała się | Nie zakwalifikowała się | Nie zakwalifikowała się |
| 1995 | IV miejsce              | 6                       | 3                       | 0                       | 3                       | 8                       | 8                       |
| 1996 | II miejsce              | 6                       | 5                       | 0                       | 1                       | 7                       | 1                       |
| 1997 | Nie zakwalifikowała się | Nie zakwalifikowała się | Nie zakwalifikowała się | Nie zakwalifikowała się | Nie zakwalifikowała się | Nie zakwalifikowała się | Nie zakwalifikowała się |
| 1998 | Nie zakwalifikowała się | Nie zakwalifikowała się | Nie zakwalifikowała się | Nie zakwalifikowała się | Nie zakwalifikowała się | Nie zakwalifikowała się | Nie zakwalifikowała się |
| 1999 | Nie zakwalifikowała się | Nie zakwalifikowała się | Nie zakwalifikowała się | Nie zakwalifikowała się | Nie zakwalifikowała się | Nie zakwalifikowała się | Nie zakwalifikowała się |
| 2000 | Nie zakwalifikowała się | Nie zakwalifikowała się | Nie zakwalifikowała się | Nie zakwalifikowała się | Nie zakwalifikowała się | Nie zakwalifikowała się | Nie zakwalifikowała się |
| 2001 | II miejsce              | 6                       | 5                       | 0                       | 1                       | 17                      | 1                       |
| 2002 | II miejsce              | 6                       | 3                       | 1                       | 2                       | 5                       | 4                       |
| 2003 | Nie zakwalifikowała się | Nie zakwalifikowała się | Nie zakwalifikowała się | Nie zakwalifikowała się | Nie zakwalifikowała się | Nie zakwalifikowała się | Nie zakwalifikowała się |
| 2004 | I miejsce               | 5                       | 5                       | 0                       | 0                       | 11                      | 3                       |
| 2005 | Nie zakwalifikowała się | Nie zakwalifikowała się | Nie zakwalifikowała się | Nie zakwalifikowała się | Nie zakwalifikowała się | Nie zakwalifikowała się | Nie zakwalifikowała się |
| 2006 | Nie zakwalifikowała się | Nie zakwalifikowała się | Nie zakwalifikowała się | Nie zakwalifikowała się | Nie zakwalifikowała się | Nie zakwalifikowała się | Nie zakwalifikowała się |
| 2007 | Półfinał                | 4                       | 1                       | 1                       | 2                       | 4                       | 6                       |
| 2008 | II miejsce              | 5                       | 3                       | 1                       | 1                       | 8                       | 9                       |
| 2009 | Faza Grupowa            | 3                       | 0                       | 2                       | 1                       | 2                       | 3                       |
| 2010 | Półfinał                | 4                       | 2                       | 0                       | 2                       | 6                       | 5                       |
| 2011 | Faza Grupowa            | 3                       | 0                       | 2                       | 1                       | 3                       | 4                       |
| 2012 | Faza Grupowa            | 3                       | 0                       | 2                       | 1                       | 3                       | 6                       |
| 2013 | Nie zakwalifikowała się | Nie zakwalifikowała się | Nie zakwalifikowała się | Nie zakwalifikowała się | Nie zakwalifikowała się | Nie zakwalifikowała się | Nie zakwalifikowała się |
| 2014 | Nie zakwalifikowała się | Nie zakwalifikowała się | Nie zakwalifikowała się | Nie zakwalifikowała się | Nie zakwalifikowała się | Nie zakwalifikowała się | Nie zakwalifikowała się |
| 2015 | I miejsce               | 6                       | 6                       | 0                       | 0                       | 15                      | 2                       |
| 2016 | Faza Grupowa            | 3                       | 0                       | 1                       | 2                       | 0                       | 3                       |
| 2017 | Ćwierćfinał             | 5                       | 3                       | 0                       | 2                       | 13                      | 7                       |
| 2018 | Nie zakwalifikowała się | Nie zakwalifikowała się | Nie zakwalifikowała się | Nie zakwalifikowała się | Nie zakwalifikowała się | Nie zakwalifikowała się | Nie zakwalifikowała się |
| 2019 | Półfinał                | 5                       | 3                       | 1                       | 1                       | 14                      | 6                       |
| 2022 | I miejsce               | 6                       | 4                       | 1                       | 1                       | 16                      | 8                       |
| 2023 | II miejsce              | 6                       | 3                       | 2                       | 1                       | 9                       | 6                       |
| 2024 | Faza Grupowa            | 3                       | 2                       | 0                       | 1                       | 3                       | 5                       |
| 2025 | ?                       | ?                       | ?                       | ?                       | ?                       | ?                       | ?                       |
| 2026 | ?                       | ?                       | ?                       | ?                       | ?                       | ?                       | ?                       |
| 2027 | ?                       | ?                       | ?                       | ?                       | ?                       | ?                       | ?                       |

## Aktualny skład
Aktualny skład drużyny można przeglądać na stronie transfermarkt.pl.